# Scambus atrocoxalis
Scambus atrocoxalis är en stekelart som först beskrevs av William Harris Ashmead 1902.  Scambus atrocoxalis ingår i släktet Scambus och familjen brokparasitsteklar. Enligt den finländska rödlistan är arten nära hotad i Finland. Arten är reproducerande i Sverige. Artens livsmiljö är skogar. Inga underarter finns listade i Catalogue of Life.